# Chicago Bears 1932
La stagione 1932 dei Chicago Bears è stata la 13ª della franchigia nella National Football League. La squadra terminò con un record di 7-1-6 al primo posto in classifica alla pari con i Portsmouth Spartans (all'epoca i pareggi non venivano conteggiati). Si rese così necessaria la prima gara di playoff della storia della NFL in cui i Bears batterono gli Spartans 9–0, vincendo il loro secondo titolo. La gara fu tenuta stranamente al coperto al Chicago Stadium poiché era atteso molto freddo al Wrigley Field e gli organizzatori volerono massimizzare le presenze e ai ricavi.
Nel 1932 la potente coppia formata da Red Grange e Bronko Nagurski trascinò ancora i Bears con 7 touchdown, con Nagurski che ne passò anche 3. Keith Molesworth contribuì anch'egli con 3 touchdown su corsa e 3 passati. Luke Johnsos disputò probabilmente la sua migliore stagione, ricevendo 2 touchdown e segnando 2 volte in difesa. L'allenatore Ralph Jones trovò anche un placekicker affidabile in Paul "Tiny" Engebretson.

## Calendario
| Stagione regolare |                             |                   |           |           |        |
| Data              | Avversario                  | Stadio            | Risultato | Punteggio | Record |
| 25 set.           | at Green Bay Packers        | City Stadium      | P         | 0–0       | 0–0–1  |
| 2 ott.            | at Staten Island Stapletons | Thompson Stadium  | P         | 0–0       | 0–0–2  |
| 9 ott.            | at Chicago Cardinals        | Wrigley Field     | P         | 0–0       | 0–0–3  |
| 16 ott.           | Green Bay Packers           | Wrigley Field     | S         | 2–0       | 0–1–3  |
| 23 ott.           | Staten Island Stapletons    | Wrigley Field     | V         | 27–7      | 1–1–3  |
| 30 ott.           | at Boston Braves            | Braves Field      | P         | 7–7       | 1–1–4  |
| 6 nov.            | at New York Giants          | Polo Grounds      | V         | 28–8      | 2–1–4  |
| 13 nov.           | Portsmouth Spartans         | Wrigley Field     | P         | 13–13     | 2–1–5  |
| 20 nov.           | Brooklyn Dodgers            | Wrigley Field     | V         | 20–0      | 3–1–5  |
| 24 nov.           | Chicago Cardinals           | Wrigley Field     | V         | 34–0      | 4–1–5  |
| 27 nov.           | at Portsmouth Spartans      | Universal Stadium | P         | 7–7       | 4–1–6  |
| 4 dic.            | New York Giants             | Wrigley Field     | V         | 6–0       | 5–1–6  |
| 11 dic.           | Green Bay Packers           | Wrigley Field     | V         | 9–0       | 6–1–6  |
| 18 dic.           | Portsmouth Spartans         | Chicago Stadium   | V         | 9–0       | 7–1–6  |

La gara del 18 dicembre fu uno spareggio e divenne nota come "1932 NFL Playoff Game".

## Futuri Hall of Famer
- Red Grange, back
- Bill Hewitt, end
- Bronko Nagurski, fullback
- George Trafton, centro